# Avanti Martinetti
Avanti Martinetti (Losanna, 3 dicembre 1904 – Parigi, 15 ottobre 1970) è stato un pistard italiano, professionista dal 1929 al 1938.

## Carriera
Nato in Svizzera, da genitori originari della Valle Strona, più precisamente di Massiola, piccolo paese situato nell'attuale Verbano-Cusio-Ossola, fu considerato une delle più grandi promesse del ciclismo su pista della seconda metà degli anni '20: ancora dilettante vinse, nel 1926, il campionato del mondo di velocità di categoria a Torino. Da professionista si impose invece in cinque campionati nazionali di velocità.
Ritiratosi dall'attività agonistica nel 1938, morì a Parigi all'età di 65 anni.

## Palmarès
- 1926 (Dilettanti)

Campionati del mondo, Velocità dilettanti
- 1928 (Dei, una vittoria)

Grand Prix UCI
- 1931 (Dei, una vittoria)

Campionati italiani, Velocità
- 1932 (Dei, una vittoria)

Campionati italiani, Velocità
- 1933 (Dei, una vittoria)

Campionati italiani, Velocità
- 1936 (Dei, una vittoria)

Campionati italiani, Velocità
- 1937 (Dei, una vittoria)

Campionati italiani, Velocità